# Ndolé
Ndolé je dušený pokrm, který je často označován jako národní jídlo Kamerunu. Je rozšířen především v pobřežní části Kamerunu.

## Suroviny pro přípravu
Skládá se z arašídů, listů ndoleh (hořké listy z rostliny Vernonie, podobné špenátu), koření, oleje a hovězího nebo rybího masa. Někdy se přidávají také krevety.
K ndolé se může podávat mnoho různých příloh, například babolo (příloha z fermentovaného manioku), smažené plantainy, rýže nebo fufu.

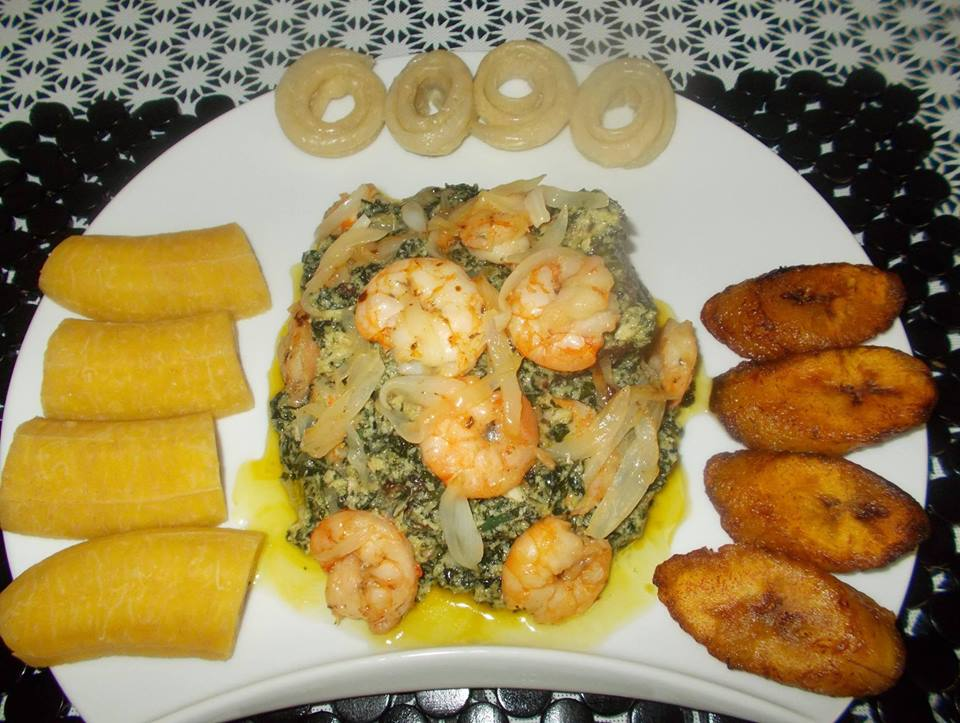
Ndolé s krevetami a plantainy